# Mine de Pomfret
La mine de Pomfret est une mine souterraine d’amiante située en Afrique du Sud, exploitée par Cape Asbestos South Africa Ltd. Le minerai extrait est principalement composé de crocidolite, ainsi que de déchets de magnétite, de stilpnomélane et de chert.  
Exploitée depuis 1960, la mine est abandonnée en 1998.  